# オープン・サイエンス・アワード
オープン・サイエンス・アワード（英：Open Science Award）は、ライフサイエンス統合データベースセンター (DBCLS) が主催する生命科学に対して貢献した研究開発成果に与えられる賞。

## 沿革
2013年に第一回が開催された。第一回の授賞式は東京・船堀で開催された第二回生命医薬情報学連合大会内のセッションにて受賞講演会を行った。2014年には第二回が開催され、宮城・仙台で開催された第三回生命医薬情報学連合大会内のセッションにて受賞講演会が行われた。

## 概要
生命科学分野におけるオープンな成果物をコミュニティの投票によって表彰するオンライン・イベントであり、データベース、ソフトウェア、ウェブサイトの3つのカテゴリについて生命科学分野に対する貢献を表彰する。生命科学に興味のある者は誰でもノミネート・投票に参加することができる。得票の多い作品は関連する学会におけるセッションに開発者を招き、表彰する。

## 部門
以下の3部門が設けられている。
- Database部門 - 生命科学分野におけるデータベースを表彰する。
- Software部門 - 生命科学分野におけるソフトウェアを表彰する。
- Web部門 - 生命科学分野におけるウェブサイトやブログを表彰する。

## 歴代受賞者
2015年
- Database部門
  - 第一位 - ChIP-Atlas
  - 第一位 - NBDC RDF portal 
  - 第三位 - RefEx
- Software部門
  - 第一位 - CRISPRdirect
  - 第二位 - クリックちゃん
  - 第三位 - Bayes Linux
- Web部門
  - 第一位 - biopapyrus
  - 第一位 - Rで塩基配列解析/Rでマイクロアレイデータ解析
  - 第一位 - なぜバイオインフォマティクスの解析はタダではないのか

2014年
- Database部門
  - 第一位 - MarineGenomicsDB
  - 第二位 - CyanoBase
  - 第三位 - Microbial Genome Database for Comparative Analysis
- Software部門
  - 第一位 - difff «ﾃﾞｭﾌﾌ»
  - 第二位 - MEGA
  - 第三位 - ピタゴラギャラクシー
- Web部門
  - 第一位 - Togo Picture Gallery
  - 第二位 - パックマンの挑戦　－　PacBioシークエンサー
  - 第三位 - 井上潤のホームページ

2013年
- Database部門
  - 第一位 - ライフサイエンス辞書プロジェクト
  - 第二位 - R Graphical Manual
  - 第三位 - TogoGenome
  - 審査員特別賞 - coxpresdb/atted
- Software部門
  - 第一位 - GGGenome
  - 第二位 - BioRuby
  - 第三位 - MAFFT
  - 審査員特別賞 - Local Package Manager
- Web部門
  - 第一位 - TogoTV
  - 第二位 - Rで塩基配列解析/Rでマイクロアレイデータ解析
  - 第三位 - ライフサイエンス 新着論文レビュー
  - 審査員特別賞 - NGS Surfer's Wiki